# Socialmärkningen Duvan
Socialmärkningen Duvan (SCE) är ett europakooperativ med säte i Örebro som bildades under 2017. Bolagsformen är en annorlunda bolagsform, att likna vid en ekonomisk förening men med aktiekapital och EU- och EES-länder som plattform att arbeta i utan att behöva registrera sig i något av de inkluderande länderna. Socialmärkningen Duvan är det enda aktiva europakooperativet i Sverige. Syftet med bolagsformen är att låta kooperativa företag samarbeta lättare över landgränser. Syftet med Socialmärkningen Duvan är att vara en stöttepelare i samhället och visionen är att ingen inom EU/EES ska behöva vara arbetslös i mer än 30 dagar. Inom kooperativets organisation har man definierat ett problem med integrationen i samhället: Myndigheter i alla europeiska länder har genom sin egen byråkrati gjort det omöjligt för sig själva att lösa problemen med integration och utanförskap genom att hellre vara neutrala istället för att göra vad som behövs - att samtala med näringsliv och småföretagare. Resultatet är ökad oförståelse för andra människor och kulturer och en stark högerpolitik råder i många länder som resultat. Kooperativet anser sig själva som en ideell förening och drivs inte i ett vinstdrivande syfte även om organisationen verkar för sina medlemmars ekonomiska intressen. 

## Lösningen
Socialmärkningen Duvans övergripande mål är att till småföretagare och näringsliv erbjuda samma möjligheter och än fler alternativ för att skapa anledningar till att arbeta med utanförskap. Kooperativets inställning är att så länge myndigheter och kommuner inte tillåter sig att prata med näringslivet på näringslivets nivå, det vill säga ökad omsättning och marknadsföring, kommer näringslivet alltid vara exkluderat och därigenom kommer heller aldrig integrationen i samhället att bli bättre. Genom att skapa möjligheter till ökad omsättning genom att ett aktivt arbete med CSR på arbetsplatsen vill man göra det attraktivt att arbeta med människor i utanförskap. Många företag ställer idag krav både på sig själva och andra om att ha en tydlig miljöprofil för att bli tagna på allvar både bland konkurrenter och konsumenter. Färre företag arbetar med människor. Socialmärkningen Duvan har förslag och åtgärder som påminner om ett miljöarbete men fokuserar både på arbetsplats och utanför arbetsplatsen. Främst handlar det om medlemsavgiften som går till vad som definieras som sociala insatser i samhället, en variation på välgörenhet där man erbjuder sedvanliga välgörenhetssysslor men utan volontärer eller kopplat mot ekonomiska begränsningar.
Kooperativet har också ett stjärnsystem för sina medlemmar som kan rankas från en till fem stjärnor. Systemet bygger på den vägledande standarden ISO 26000 och ska visa hur mycket och hur långt man har kommit i arbetet med integration, jämställdhet och tillgänglighet på arbetsplatsen. Tillsammans med de sociala insatser som medlemmarna gör sköts sedan diverse olika marknadsföringskampanjer på sociala medier och andra digitala kanaler för att sprida medlemmens prestationer. Organisationen bedömer att många konsumenter idag konsumerar med mer än bara prislappen för ögonen och att många som ser ett lokalt företag som hjälper till i samhället också är ett bättre och mer seriöst företag. Företagarna har också visat ett intresse för att vilja synas i sociala samband på lokal nivå, vilket är fokus på Socialmärkningen Duvan. För organisationen är det viktigt att verksamheten inte upplevs toppstyrd och det är också en av anledningarna till att man bedriver verksamhet som en förening och inte ett företag. Alla medlemmar har möjlighet att lägga förslag på sociala insatser och sedan rösta på dessa. Ett par bolag på en mindre ort kan därför föreslå en social insats som de själva driver.

### Organisation
Socialmärkningen Duvan drivs med en aktiv styrelse och med ett tillsynsorgan i ett så kallat dualistiskt styre. 